# 赫蒙思独脚金
赫蒙思独脚金（学名：Striga hermonthica）是独脚金属的一种半寄生植物。它对高粱和大米等主要作物具有破坏性。在撒哈拉以南非洲，除高粱和大米外，还会感染玉米，珍珠粟和甘蔗。通过宿主产生的独脚金内酯发芽生长。